# Homps (Gers)
Homps (en occitano Oms) es una localidad  y comuna francesa, situada en el departamento del Gers en la región de Mediodía-Pirineos.

## Demografía
| 173 | 144 | 121 | 115 | 95 | 86 |
| Para los censos de 1962 a 1999 la población legal corresponde a la población sin duplicidades (Fuente: INSEE [Consultar]) |     |     |     |    |    |

(Población sans doubles comptes según la metodología del INSEE).